# Romàntsevo
Romàntsevo (en rus: Романцево) és un poble de l'óblast de Tula, a Rússia, segons el cens del 2010 tenia 24 habitants.